# 村上義礼
村上 義礼（むらかみ よしあや、延享4年（1747年） - 寛政10年10月22日（1798年11月30日） ）は、江戸時代中後期の旗本で、江戸南町奉行となった人物。通称、大学。官位は従五位下肥後守。
天明5年（1785年）書院番となった。義礼の父は御三卿清水家の家老だったが、当主の馬の買い下げの件で不調法有りとしてお役御免となっていたことで苛めを受けた。しかし、これに堪えてのちに使番となった。
寛政4年（1792年）11月、西ノ丸目付にある時、通商を求めたロシアの使節ラクスマンと交渉する宣諭使に目付石川忠房とともに選ばれ、蝦夷地松前に派遣された。そして、翌年6月27日の会見で、通商交渉のための長崎入港を許可する信牌を与えた。寛政6年3月目付、寛政8年9月に江戸南町奉行となった。寛政10年在任中に没した。
妹は、天明4年（1784年）に江戸城中で若年寄田沼意知を刺殺した佐野政言の室であった。